# Espace public mondial
L'espace public mondial est un concept utilisé dans l'étude des relations internationales pour désigner la scène internationale en soulignant la diversité des acteurs qui y agissent.

## Concept
Traditionnellement, les écoles de pensée en relations internationales font de l'État le seul sujet des relations internationales, le seul acteur pouvant agir sur la scène internationale. Ce statocentrisme est dû à la prééminence que les États ont eue dans les relations internationales, confirmée par les traités de Westphalie.
Le XIXe siècle, toutefois, voit l'émergence de mouvements transnationaux. Des organisations internationales telles que la Croix-Rouge et l'Union postale universelle sont créées dans les années 1860 et 1870. Les organisations non gouvernementales se multiplient au XXe siècle et deviennent des partenaires des États, qui vont jusqu'à coopérer avec elle sur les terrains de guerre. L'ordre westphalien, qui postule que l’État est le seul sujet de relations internationales, est ainsi remis en cause.
Le concept d'espace public mondial est créé par Jürgen Habermas en 1996, dans son livre La paix perpétuelle : le bicentaire d'une idée kantienne. Il s'inspire de la pensée d'Emmanuel Kant, qui promeut dans son Idée d'une histoire universelle d'un point de vue cosmopolitique la création d'une société internationale dont les peuples seraient les acteurs. L'espace public mondial permet de traduire l'idée selon laquelle les peuples, les organisations non gouvernementales, les réseaux transnationaux et les entreprises privées occupent aujourd'hui un espace qui n'est plus seulement dévolu aux États. 
L'espace public mondial ne doit pas se comprendre comme un simple changement d'échelle par rapport à l'espace public national, car l'espace public mondial est régi par des règles différentes, et les acteurs n'agissent pas sous une autorité centrale. Cet espace public voit son existence et son maintien facilité par les nouvelles technologies de l’information et de la communication, qui permettent l'émergence de débats d'idées internationaux en même temps qu'ils fortifient l'espace public mondial en participant de son intégration.

## Développements ultérieurs

### Espace public européen
Dans Un espace public européen en construction, l'historien Robert Frank réfléchit à la possibilité d'un espace public européen. Il remarque que les individus sont « nationalisés » par leur rapport aux grandes institutions sociales que sont l'école, l'armée, à leur langue, ou à leur rapport avec l'État-providence, ce qui empêche le développement plein d'un espace public européen.

### Opinion publique internationale
Bertrand Badie mobilise le concept pour penser la possibilité et les conséquences d'une opinion publique internationale sur les actions des gouvernants. L'essor des réseaux transnationaux d'information, et le partage par d'une même langue par différents pays, permettent à des opinions publiques nationales de réagir simultanément à des évènements localisés, tels que des attentats terroristes.

### Opportunités pour les pays en voie de développement
Philippe Quéau soutient, dans La Planète des esprits : pour une politique du cyberespace, que l'espace public mondial, qui est nourri par les nouvelles technologies de communication, permettent aux pays en cours de développement de peser plus fortement dans le monde. Cela est dû à ce que non seulement les États, mais aussi et surtout des entreprises transnationales et des réseaux de communication, portent la voix du pays en dehors de ses frontières. 

## Débats et critiques
L'existence d'un espace public mondial est remise en cause par Dominique Wolton. Il soutient qu'« il n'existe pas d'espace public mondial parce que l'on bute entre autres sur un obstacle linguistique ». L'espace public mondial ne serait donc pas achevé. 